# Fritwell
Fritwell est un village et une paroisse civile à environ 9 kilomètres au nord-ouest de Bicester dans l'Oxfordshire, en Angleterre. Sa frontière sud est un cours d’eau qui part vers l'est par Fewcott et passe dans les villages de Fringford et de Godington avant d'entrer dans le Buckinghamshire où il rejoint Padbury Brook, un affluent de la Great Ouse. Sa frontière nord-est est la route principale entre Bicester et Banbury. Les autres limites sont délimitées par des champs. La paroisse est rattachée à l'arrondissement de the Astons & Heyfords pour l'élection du conseiller de district. Fritwell est située dans le district de Cherwell. Le conseiller de district actuel est James Macnamara (Parti conservateur).
La Portway, une route qui date de la conquête romaine de la Grande-Bretagne, traverse la partie ouest de la commune du nord au sud en parallèle à la rivière Cherwell. Le toponyme « Fritwell » est dérivé de Fyrht-wielle ou de Fyrht-welle, qui signifie en vieil anglais « wishing well », traduction possible par « puits des vœux ».

## Histoire

### Le Manoir de Lisle
Après la conquête normande de l'Angleterre en 1066, William Fitz Osbern, Ier comte de Hereford détient un manoir de 10 « hides » de terre à Fritwell. Son fils Roger de Breteuil, IIe Comte de Hereford a hérité de ce domaine à sa mort en 1071, mais Roger a participé à la révolte des comtes en 1075, et a été défait et emprisonné par Guillaume Ier. La Couronne a confisqué et redistribué les terres de Roger et semble avoir donné Fritwell à Roger de Chesney. 
Le manoir est resté dans la famille « de Chesney » jusqu'en 1160 où Maud, la fille de Guillaume de Chesney, s’est mariée à Henry FitzGerold, chambellan d’Henri II. Leur fils Warin FitzGerold en a hérite en 1198 et est mort en 1216. Le manoir passe par sa fille Margaret,  à Baldwin de Redvers, fils de Guillaume de Redvers, Ve Comte du Devon. Le manoir est resté dans la famille « de Redvers » jusqu'à Isabella de Fortibus, Comtesse du Devon morte en 1293. 
Un de ses héritiers étaient Warin de Lisle, un descendant de Margaret de Chesney. Son fils Robert était le 1er Baron de Lisle de Rougemont. En 1368, Robert de Lisle, le 3e baron Lisle a rendu toutes ses terres à Edouard III. Dès lors les occupants du Manoir de Lisle étaient des vassaux de la Couronne.
Le Manoir de Lisle a été probablement construit à la fin du XVIe siècle et reconstruit en 1619. Robert Barclay Allardice (1779 - 1854) a vécu dans ce Manoir. L’architecte Thomas Garner a restauré le Manoir en 1893 et en a fait sa maison jusqu'à sa mort en 1906. Sir John Simon (1873 - 1954) a acheté la maison en 1911, et a fait ajouter une aile ouest en 1921 et y vit jusqu'en 1933.

### Le Manoir Ormond
En 1086, il y avait un deuxième Manoir à Fritwell. Il mesurait six « hides » de terre et son suzerain était Odo, évêque de Bayeux. Ce manoir est connu ensuite sous le nom d’Ormondescourt. En 1519, Richard Fermor, un négociant, a acquis le manoir d'Ormond. Mais il est resté dans sa maison à Easton Neston et a placé le Manoir d'Ormond sous le contrôle de son jeune frère William Fermor qui possédait déjà le Manoir voisin de Somerton. Le manoir d'Ormond est resté dans la famille Fermor jusqu'au dernier membre de la famille, William Fermor de Tusmore Park est mort en 1828.
Le manoir d'Ormond semble avoir été à l'extrémité sud du village. Il existait toujours quand Fritwell a été évalué pour l'impôt sur le foyer en 1655 mais semble avoir été démoli avant 1677. En effet à cette date, une carte du village a été réalisée et n’en montrait aucune trace. La ferme de Dovehouse semble avoir été construite sur son emplacement et des fragments de l’ancien Manoir semble avoir été utilisés pour la construction Un grand pigeonnier a été construit en 1702 et existait toujours en 1897. En 1955, le pigeonnier avait disparu et la ferme avait été renommée Lodge Farm.

## Vie économique et sociale à travers le temps

### La Meunerie
Un moulin à eau appartenant à la paroisse y est référencé en 1235 et est encore présent au XIVe siècle. La paroisse n’ayant aucune voie d’eau assez grande pour actionner un moulin, il se trouvait probablement en dehors de la paroisse sur la rivière Cherwell. Au début du XIXe siècle, la paroisse avait un moulin à vent au nord du village près de la route reliant Fritwell à Souldern. Son emplacement s'appelle toujours le Windmill Ground Field. 

### Les habitations et les lieux de vie commune
Le village a un nombre important de bâtiments du XVIIe siècle, construits avec du mortier et de la roche calcaire ferreuse jaune de la Région. En 1735, Fritwell comptait trois pubs. Ils étaient probablement le King's Head et le Wheatsheaf, qui sont des bâtiments datant du XVIIe siècle, et le George and Dragon dont le nom est mentionné pour la première fois en 1784. En 1955, les trois pubs commerçaient toujours mais le George and Dragon original a été remplacé par un bâtiment moderne. Le Wheatsheaf a fermé depuis mais le King's Head et le George and Dragon sont toujours ouverts. Une Maison close (ou Maison de tempérance) est construite en 1892 malgré l’opposition des pubs du village. 

### Le fonctionnement agricole
Un système agricole de champs communaux a prédominé dans la paroisse jusqu’à la privatisation des  terres communes en 1808.

### L'école communale
Les tentatives d'éducation dans la paroisse ont été sporadiques jusqu’à 1833, à cette date, une école de village était tenue pour 30 enfants. Dans les années 1850, elle était tenue dans la cure, et en 1871 elle comptait 67 enfants. Un bâtiment scolaire et un logement de fonction pour l’enseignant sont achevés en 1872 et l’école nationale ouvre avec deux professeurs et 64 élèves. Le nombre d’élèves est passé à 87 en 1893 et 117 de 1937. En 1930, une salle de classe supplémentaire est construite. En 1948, elle a été réorganisée en école primaire privée et en 1953, elle devient une école religieuse volontaire. En 1954, le nombre d’élèves est tombé à 77 mais reste ouvert sous le nom d’école primaire de l’Église d'Angleterre de Fritwell.